# Iraq Stars League 2024-2025
La Prima Lega 2024-2025 è stata la 50ª edizione della massima serie del campionato iracheno di calcio. La stagione è iniziata il 20 settembre 2024 ed è terminata il 4 luglio 2025.
L'Al-Shorta era la squadra campione in carica, avendo vinto il titolo per la settima volta nella stagione 2023-2024, e si è riconfermato conquistando il suo ottavo titolo nazionale.

## Stagione

### Novità
Dalla stagione precedente sono state retrocesse Amanat Baghdad e Naft Al-Wasat, ultime due classificate del campionato. Al loro posto dalla prima divisione sono state promosse Diyala, di ritorno in massima serie dopo 13 anni, e Al-Karma, debuttante in Stars League.

### Formula
Le 20 squadre partecipanti giocano un girone all'italiana con gare di andata e ritorno, per un totale di 38 giornate. Al termine del campionato, la squadra prima classificata è campione dell'Iraq e si qualifica per la AFC Champions League 2025-2026. Le ultime due classificate sono automaticamente retrocesse in Prima Divisione, mentre la terzultima gioca uno spareggio promozione/retrocessione contro una squadra di Prima Divisione.

## Squadre partecipanti
| Club              | Città     | Stagione precedente      |
| ----------------- | --------- | ------------------------ |
| Al Hudod          | Baghdad   | 9° in Iraq Stars League  |
| Al-Kahraba        | Baghdad   | 13° in Iraq Stars League |
| Al-Karkh          | Baghdad   | 15° in Iraq Stars League |
| Al-Karma          | Garma     | Prima Divisione          |
| Al-Mina'a         | Bassora   | 12° in Iraq Stars League |
| Al-Naft           | Baghdad   | 11° in Iraq Stars League |
| Al-Najaf          | Najaf     | 4° in Iraq Stars League  |
| Al-Qasim          | Babil     | 17° in Iraq Stars League |
| Al-Quwa Al-Jawiya | Baghdad   | 2° in Iraq Stars League  |
| Al-Shorta         | Baghdad   | Campione di Iraq         |
| Al-Talaba         | Baghdad   | 8° in Iraq Stars League  |
| Al-Zawraa         | Baghdad   | 3° in Iraq Stars League  |
| Diyala            | Ba'quba   | Prima Divisione          |
| Duhok             | Dihok     | 6° in Iraq Stars League  |
| Erbil             | Erbil     | 14° in Iraq Stars League |
| Karbala           | Kerbela   | 16° in Iraq Stars League |
| Naft Al-Basra     | Bassora   | 18° in Iraq Stars League |
| Naft Maysan       | Al-'Amara | 10° in Iraq Stars League |
| Newroz            | Baghdad   | 7° in Iraq Stars League  |
| Zakho             | Zakho     | 5° in Iraq Stars League  |

## Classifica finale
|                 | Pos. | Squadra           | Pt | G  | V  | N  | P  | GF | GS | DR  |
| --------------- | ---- | ----------------- | -- | -- | -- | -- | -- | -- | -- | --- |
| Iraq (bandiera) | 1.   | Al-Shorta         | 87 | 38 | 26 | 9  | 3  | 75 | 23 | +52 |
|                 | 2.   | Al-Zawraa         | 77 | 38 | 23 | 8  | 7  | 56 | 28 | +28 |
|                 | 3.   | Zakho             | 71 | 38 | 20 | 11 | 7  | 57 | 25 | +32 |
|                 | 4.   | Al-Talaba         | 63 | 38 | 18 | 9  | 11 | 40 | 27 | +13 |
|                 | 5.   | Al-Quwa Al-Jawiya | 60 | 38 | 17 | 9  | 12 | 51 | 43 | +8  |
|                 | 6.   | Al-Naft           | 59 | 38 | 15 | 14 | 9  | 32 | 27 | +5  |
|                 | 7.   | Duhok             | 57 | 38 | 16 | 9  | 13 | 47 | 41 | +6  |
|                 | 8.   | Al-Karma          | 56 | 38 | 15 | 11 | 12 | 43 | 35 | +8  |
|                 | 9.   | Newroz            | 53 | 38 | 14 | 11 | 13 | 46 | 41 | +5  |
|                 | 10.  | Al-Qasim          | 52 | 38 | 13 | 13 | 12 | 43 | 43 | 0   |
|                 | 11.  | Naft Maysan       | 51 | 38 | 14 | 9  | 15 | 42 | 46 | -4  |
|                 | 12.  | Erbil             | 50 | 38 | 15 | 5  | 18 | 49 | 61 | -12 |
|                 | 13.  | Al-Kahraba        | 49 | 38 | 12 | 13 | 13 | 39 | 41 | -2  |
|                 | 14.  | Al-Najaf          | 46 | 38 | 11 | 13 | 14 | 37 | 36 | +1  |
|                 | 15.  | Al-Karkh          | 46 | 38 | 12 | 10 | 16 | 40 | 49 | -9  |
|                 | 16.  | Al-Mina'a         | 43 | 38 | 11 | 10 | 17 | 39 | 44 | -5  |
|                 | 17.  | Diyala            | 41 | 38 | 10 | 11 | 17 | 31 | 50 | -19 |
|                 | 18.  | Naft Al-Basra     | 33 | 38 | 8  | 9  | 21 | 32 | 57 | -25 |
|                 | 19.  | Al Hudod          | 26 | 38 | 8  | 2  | 28 | 37 | 79 | -42 |
|                 | 20.  | Karbala           | 22 | 38 | 4  | 10 | 24 | 26 | 66 | -40 |

Legenda:

      Campione dell'Iraq e ammessa alla AFC Champions League Elite 2025-2026

 Ammesso ai Play-off promozione/retrocessione
 Retrocessione diretta.
Regolamento:
Tre punti a vittoria, uno a pareggio, zero a sconfitta.
In caso di arrivo di due o più squadre a pari punti, la graduatoria verrà stilata secondo la classifica avulsa tra le squadre interessate che prevede, in ordine, i seguenti criteri:
- Punti negli scontri diretti.
- Differenza reti negli scontri diretti.
- Differenza reti generale.
- Reti realizzate in generale.
- Sorteggio.

Note: